# Begonia warburgii
Espèce
Begonia warburgii est une espèce de plantes de la famille des Begoniaceae.
L'espèce fait partie de la section Petermannia.
Elle a été décrite en 1900 par Karl Moritz Schumann (1851-1904) et Karl Lauterbach (1864-1937).

## Répartition géographique
Cette espèce est originaire du pays suivant : New Guinea.